# Temporada 1987 del Campeonato del Mundo de Motociclismo
La temporada de 1987 fue la 39.º edición del Campeonato Mundial de Motociclismo.

## Desarrollo y resultados
La temporada se inició el 29 de marzo en el Circuito de Suzuka, Japón, terminando el 4 de octubre en Buenos Aires, Argentina. Se disputaron un total de 15 grandes premios.
El campeonato mundial de 500cc fue ganado por el australiano Wayne Gardner (Honda), seguido de los norteamericanos Randy Mamola (Yamaha) y Eddie Lawson (Yamaha).
Las categorías de 250cc y 125cc fueron ganadas por Anton Mang y Fausto Gresini, respectivamente.

## Calendario
| Ronda | Gran Premio                     | Circuito        | Fecha            | Ganador 80cc      | Ganador 125cc  | Ganador 250cc    | Ganador 500cc |
| ----- | ------------------------------- | --------------- | ---------------- | ----------------- | -------------- | ---------------- | ------------- |
| 1     | Gran Premio de Japón            | Suzuka          | 29 de marzo      | No se disputó     | No se disputó  | Masaru Kobayashi | Randy Mamola  |
| 2     | Gran Premio de España           | Jerez           | 29 de abril      | Jorge Martínez    | Fausto Gresini | Martin Wimmer    | Wayne Gardner |
| 3     | Gran Premio de Alemania         | Hockenheim      | 17 de mayo       | Gerhard Waibel    | Fausto Gresini | Anton Mang       | Eddie Lawson  |
| 4     | Gran Premio de las Naciones     | Monza           | 24 de mayo       | Jorge Martínez    | Fausto Gresini | Anton Mang       | Wayne Gardner |
| 5     | Gran Premio de Austria          | Salzburgring    | 7 de junio       | Jorge Martínez    | Fausto Gresini | Anton Mang       | Wayne Gardner |
| 6     | Gran Premio de Yugoslavia       | Rijeka          | 14 de junio      | Jorge Martínez    | No se disputó  | Carlos Lavado    | Wayne Gardner |
| 7     | Gran Premio de los Países Bajos | Assen           | 27 de junio      | Jorge Martínez    | Fausto Gresini | Anton Mang       | Eddie Lawson  |
| 8     | Gran Premio de Francia          | Le Mans Bugatti | 19 de julio      | No se disputó     | Fausto Gresini | Reinhold Roth    | Randy Mamola  |
| 9     | Gran Premio de Gran Bretaña     | Donington       | 2 de agosto      | Jorge Martínez    | Fausto Gresini | Anton Mang       | Eddie Lawson  |
| 10    | Gran Premio de Suecia           | Anderstorp      | 9 de agosto      | No se disputó     | Fausto Gresini | Anton Mang       | Wayne Gardner |
| 11    | Gran Premio de Checoslovaquia   | Brno            | 23 de agosto     | Stefan Dörflinger | Fausto Gresini | Anton Mang       | Wayne Gardner |
| 12    | Gran Premio de San Marino       | Misano          | 30 de agosto     | Manuel Herreros   | Fausto Gresini | Loris Reggiani   | Randy Mamola  |
| 13    | Gran Premio de Portugal         | Jarama          | 13 de septiembre | Jorge Martínez    | Paolo Casoli   | Anton Mang       | Eddie Lawson  |
| 14    | Gran Premio de Brasil           | Goiania         | 27 de septiembre | No se disputó     | No se disputó  | Dominique Sarron | Wayne Gardner |
| 15    | Gran Premio de Argentina        | Buenos Aires    | 4 de octubre     | No se disputó     | No se disputó  | Sito Pons        | Eddie Lawson  |